# Truncozetes sturmi
Truncozetes sturmi är en kvalsterart som beskrevs av P. Balogh 1984. Truncozetes sturmi ingår i släktet Truncozetes och familjen Epactozetidae. Inga underarter finns listade i Catalogue of Life.